# Antiblemma pobra
Antiblemma pobra là một loài bướm đêm trong họ Erebidae.